# 허만하
허만하(1932년 3월 29일~ )는 대한민국의 시인이자 의사이다.
1957년 문학예술에서 등단했다.

## 수상
- 2009년 제2회 목월문학상
- 2006년 제3회 육사시문학상
- 2004년 제5회 청마문학상
- 2003년 보관문화훈장
- 1999년 제1회 박용래 문학상